# Luís Gonçalves do Amaral
Luís Gonçalves do Amaral (Viseu, 1381 circa – Portogallo, 10 febbraio 1444) è stato uno pseudocardinale portoghese.

## Biografia
Nacque a Viseu attorno al 1381.
L'antipapa Felice V lo elevò al rango di cardinale nel concistoro del 6 aprile 1444.
Morì il 10 febbraio 1444 in Portogallo, due mesi prima della sua pubblicazione a cardinale.